# Brassaiopsis moumingensis
Brassaiopsis moumingensis är en araliaväxtart som först beskrevs av Y.R.Ling, och fick sitt nu gällande namn av C.B.Shang. Brassaiopsis moumingensis ingår i släktet Brassaiopsis och familjen Araliaceae. Inga underarter finns listade.